# 志布志市立宇都中学校
志布志市立宇都中学校（しぶししりつうとちゅうがっこう）は、鹿児島県志布志市の市立中学校である。志布志市有明町原田に所在する。

## 概要
- 市町村合併により志布志市が誕生する以前は、有明町立宇都中学校であった。
- 現在の生徒数は168名で、各学年2学級である。（平成21年5月1日現在）

現在は1年2クラス、2年1クラス、3年2クラスである。（平成29年9月17日現在）